# Bradysia pugiata
Bradysia pugiata är en tvåvingeart som beskrevs av Menzel, Heller och Smith 2002. Bradysia pugiata ingår i släktet Bradysia och familjen sorgmyggor.
Artens utbredningsområde är Tyskland. Inga underarter finns listade i Catalogue of Life.